# フェアリー日本橋
フェアリー日本橋（フェアリーにっぽんばし、3月15日 - ）は、日本の女子プロレスラー。愛・地球博跡地出身。身長156cm、体重53kg。

## 所属
- 京都プロレス（2011年 - 2012年）
- OSAKA女子プロレス（2013年 - 2018年8月）
- フリーランス（2018年9月 - 2020年12月、2024年11月 - ）

## 戦歴・経歴
2011年
- 12月18日、京都プロレスにて「小町娘」としてデビュー[3]。

2012年
- 京都プロレスを退団。以降は「フェアリー」のリングネームでフリーとなる。

2013年
- 本名でOSAKA女子プロレス練習生となる。
- 2月16日、大女・アゼリア大正において、GAMIを相手にエキシビジョン戦を行う。
- 3月3日、プロレスリングWAVE、大阪・ナスキーホール・梅田において、春日萌花を相手にエキシビジョン戦を行う。
- 3月20日、大女・ナスキーホール・梅田において、対下野佐和子戦で再デビュー。リングネームを「フェアリー日本橋」とする。
- 3月27日、プロレスリングWAVE新木場1stRING大会で東京初お披露目。渋谷シュウとシングル。逆エビ固めにギブアップ。
- 4月27日、大女・ナスキーホール・梅田で三崎グリ子と対戦、グリコポーズから顔面に蹴りを叩き込むビスコを決められ敗戦。
- 5月6日、WAVE後楽園ホール大会、初の聖地で下野佐和子と組み、勇気彩&花月組とタッグで対戦するが、花月のエルボーバットで敗れる。
- 5月26日、WAVEナスキーホール・梅田でGAMIの申し出により栗原あゆみと5分のボーナストラックマッチが決まる。ボディースラム1発決めるも、セカンドロープからのドロップキックで敗れる[4]。
  - 6月8日、大女・アゼリア大正で紫雷美央と対戦も、首4の字固めを決められギブアップ。
- JWPジュニア2冠挑戦者決定リーグ戦にもエントリー[5]。
- 6月16日、JWP初参戦。文化放送メディアプラスホールで春山香代子と組み、中森華子&モーリー（ハートムーブ）と対戦するが、モーリーのダイビングセントーンに屈する[6]。
- 6月30日、JWPジュニアリーグ初戦としてラゾーナ川崎プラザソルでラビット美兎と対戦し、GAMI直伝のでんでんクラッチで秒殺、思わぬ形でシングル初勝利となった[7]。
- 7月28日、昼は名古屋でのJWPクラブダイアモンドホール大会で初凱旋、JWPジュニアリーグ公式戦として須佐えり（スターダム）と対戦も、ロシアンフックで敗れる。夜は大女・道頓堀アリーナでGAMIと組み、Leon&ライディーン鋼のJWPタッグと対戦、GAMIが本家でんでんクラッチを決め勝利。
- 9月21日、大女・道頓堀アリーナでGAMIとシングル、秘技でんでん返しで敗れる。
- 12月1日、大女・道頓堀アリーナで救世忍者乱丸と組み、三崎グリ子&華名と対戦、タイムマシンに乗ってでグリ子を丸め込む。メイン後のボーナストラックとして新人の山下りなとタッグで対戦（パートナーは下野佐和子、山下のパートナーはGAMI）、秘伝でんでんクラッチで山下に勝利[8]。

2014年
- 4月27日、Leonとのタッグで新木場で行われたREINA世界タッグ王座決定トーナメントにエントリー。Ray&救世忍者乱丸に勝利するも、2回戦では真琴&小林香萌と当たり真琴のスピアーに屈し敗退。
- 5月5日、後楽園ホールで開催された「CATCH THE WAVE 2014」開幕戦にて、目の部分もメッシュで覆われたニューマスクで登場。コミカルを封印したスタイルで世羅りさを撃破。しかし3勝2敗0引き分け／6点という結果で終わり優勝はならなかった。

2015年
- 5月20日、CATCH THE WAVE 2015期間中限定でWWFF（ワンダフルワールドフェアリットファミリー）を旗揚げ。浜田文子、山縣優、桜花由美、藤本つかさ、永島千佳世などが入団している。またCatch the WAVEのベストパフォーマンス賞を受賞して自主興行も開催。2016年に向けて新たなプロジェクト「フェアベンジャーズ」を進めていることを自主興行のラストで発表。メラニー・クルーズがエージェントの一人となっている。

2016年
- 3月13日新宿大会でフェアベンジャーズ始動を公言。フェアベンジャーズはWWFF同様CATCH THE WAVE期間中に始動。
- 8月7日から14日まで開催の夏フェスタ’16ではオリンピックならぬ「フェアリンピック」の実行委員長となった。

2018年
- 8月いっぱいでZABUN・OSAKA女子プロレスを退団、フリーに転向。

2020年
- 12月13日に自主興行「FAIRY FANTASIA Vol.1 めぐりあい妖精」を開催し、引退試合を行う。

2022年
- 5月に第一子（男児）を出産[9]。

2024年
- 4月13日に176BOXで開催された「乱丸フェスタvol.39」に、スペシャルトークショーのゲストXとして登場。
- 8月31日に名古屋市内の喫茶店で行われた「ビクトリーマットプロレス」では、花園桃花とマドレーヌのシングルマッチにマドレーヌ側のスタンドとして参戦[10]。
- 11月10日に176BOXで開催される「乱丸フェスタvol.41」で現役復帰[11]、小仲＝ペールワンと組んで橋本千紘&タコヤキーダー組と対戦[12]。

## タイトル歴
- BRS認定Spunky王座（初代）

## フェアリットファミリー
- DUAL SHOCK WAVE 2014で結成されたタッグチームでメンバーにはダイナマイト・関西がいる。
- 2015年9月20日のM・I・Oでは関西のほか新田猫子や石川修司もファミリーとなる。

## 得意技
秘伝☆でんでんクラッチ
河津掛けからの十字架固め。GAMI直伝。
ステッキポン
魔法のステッキで相手をフォールする。
魔法
ステッキをふるい、相手を投げ飛ばす。他にもいろいろ使い道はありそうだ。

## 入場テーマ曲
- 「おかしなオンナノコ」（UNDER17）
- 「儚くも永久のカナシ」（UVERworld）シリアスモード時

## イメージビデオ
- 「妖夢遊戯」（2016年8月13日、Beauty Fighters）[13]